# Tarchały Wielkie
Tarchały Wielkie – wieś w Polsce położona w województwie wielkopolskim, w powiecie ostrowskim, w gminie Odolanów.

## Położenie
Położona nad rzeką Barycz, przy drodze wojewódzkiej 445, przy linii kolejowej 355 Ostrów Wielkopolski – Grabowno Wielkie, około 3 km na północ od Odolanowa i około 11 km na południe od Ostrowa Wielkopolskiego.
Wieś znajduje się częściowo na terenie Parku Krajobrazowego Dolina Baryczy oraz w całości na terenie Obszaru Chronionego Krajobrazu Wzgórza Ostrzeszowskie i Kotlina Odolanowska.

## Historia
Tarchały Wielkie występują w dokumentach co najmniej od 1271 roku. W tym roku Marcus, syn Lutogniewa z Tarchał w gronie innych szlachciców najechał i złupił wsie biskupa wrocławskiego w okolicy Milicza. W roku 1579 właścicielami Tarchał byli Jakub Boniński i Paweł Krakowski oraz Tarchalscy vel Tarchałowie herbu Zagłoba. W rękach tych ostatnich były jeszcze w XVII wieku. Wojciech i Szczęsny Tarchałowie posiadali 3 łany ziemi i 3 zagrodniki. Wioska była wsią szlachecką. W 1649 r. Tarchały kupił Bogusław Leszczyński herbu Zagłoba i włączył je w obręb dóbr Przygodzickich. W 1789 roku wieś liczyła 34 dymy i 314 mieszkańców. W późniejszych latach liczba ta uległa zmianie. W 1812 roku miejscowość liczyła już 35 dymów, ale tylko 300 mieszkańców. W 1858 r. Prusacy wybudowali szosę z Odolanowa do Ostrowa, dzisiejszą drogę wojewódzką nr. 445 Pod koniec XIX w. Tarchały rozdzielono na Tarchały Wielkie i Tarchały Małe. W 1909 roku przez Tarchały Wielkie przeprowadzono tory kolejowe, które łączą Ostrów Wielkopolski i Grabowno Wielkie. Wieś do 1932 roku leżała w powiecie odolanowskim, w latach 1975-1998 w województwie kaliskim, w latach 1932–1975 i od 1999 w powiecie ostrowskim.
Nazwa wsi pochodzi od rycerza Dzierżysława Tarchała.

## Zabytki
- zabudowa podworska z XIX/XX wieku,
- krzyż przydrożny Pawła Brylińskiego z 1885 roku.

## Gaz ziemny
Tarchały Wielkie są, obok Garek, jednym z głównych ośrodków wydobycia gazu ziemnego w województwie wielkopolskim.

## Części wsi
- Tarchały Wielkie,
- Madera,
- Zieluchowiec,
- Parcele,
- Bajorko,
- Huby (niezamieszkane).

Zobacz też: Tarchały Małe, gromada Tarchały Wielkie, Tarchały Wielkie (przystanek kolejowy)